# نجات (دریانوردی)

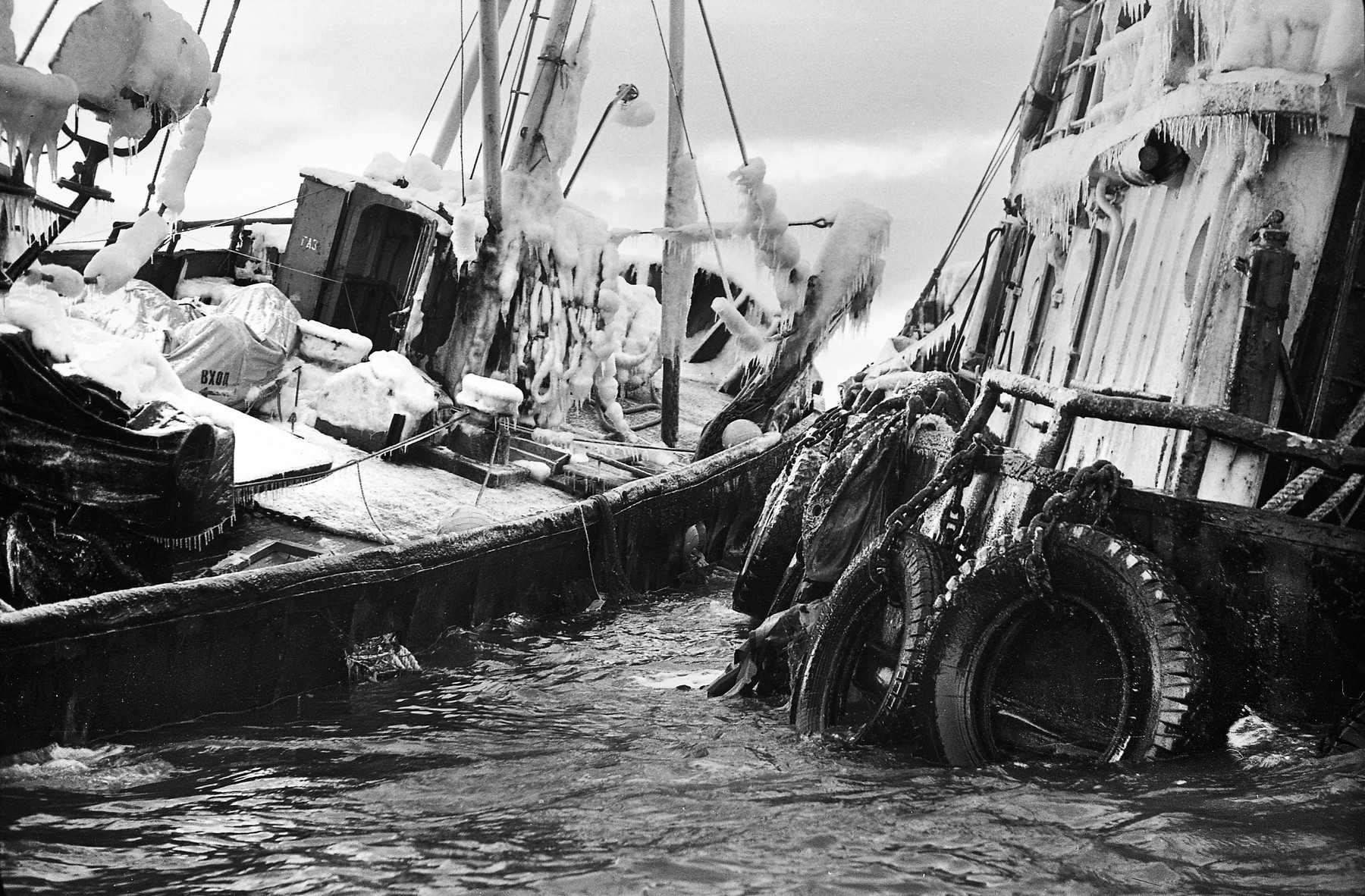
نجات دریایی یک قایق ماهیگیری آسیب‌دیده در سواحل استونی در سال ۱۹۷۳

نجات یا نجات دریایی (انگلیسی: Marine salvage) فرایند بازیابی یک کشتی و محمولهٔ آن پس از غرق کشتی یا دیگر حوادث و تلفات دریایی است. نجات ممکن است شامل بکسل کردن، دوباره شناور کردن کشتی یا انجام تعمیرات کشتی باشد. امروز حفاظت از محیط زیست ساحلی از نشت نفت یا دیگر آلاینده‌ها از اولویت بالایی برخوردار است. پیش از اختراع رادیو، خدمات نجات به کشتی آسیب دیده توسط هر کشتی که از آنجا بر حسب اتفاق عبور می‌کرد، ارائه می‌شد. امروزه بیشتر نجات توسط شرکت‌های تخصصی نجات‌دهنده با خدمه و تجهیزات اختصاصی انجام می‌شود.
ماهیت قانون نجات این است که یک نجات دهندهٔ موفق مستحق پاداش است که آن، نسبتی از ارزش کل کشتی و محمولهٔ آن است. مبلغ پاداش متعاقباً در یک «جلسه در مورد ماهیت» توسط دادگاه دریایی مطابق با مواد ۱۳ و ۱۴ «کنوانسیون بین‌المللی نجات سال ۱۹۸۹» تعیین می‌شود. به عنوان «خدمات موفقیت‌آمیز داوطلبانهٔ ارائه شده به منظور نجات اموال دریایی در معرض خطر در دریا و مستحق دریافت پاداش به نجات دهنده» تعریف می‌شود. و این تعریف توسط کنوانسیون ۱۹۸۹ بیشتر اصلاح شده‌است.
در اصل، نجات «موفق»، نجاتی بود که در آن حداقل بخشی از کشتی یا محمولهٔ آن حفظ می‌شد، در غیر این صورت اصل «بدون درمان، بدون پرداخت» که به این معنی بود که نجات دهنده چیزی نمی‌رسد. در دهه ۱۹۷۰، تعدادی از تلفات دریایی تانکرهای تک پوسته منجر به نشت نفت شدید شد. چنین تلفاتی برای نجات دهندگان جذابیتی نداشت، بنابراین فرم باز لویدز (LOF) مقرر کرد که نجات دهنده‌ای که برای جلوگیری از آسیب‌های زیست‌محیطی تلاش می‌کند، دستمزد دریافت می‌کند، حتی اگر تلاش او ناموفق باشد. این ابتکار لویدز به قدری سودمند بود که در کنوانسیون ۱۹۸۹ گنجانده شد.
همه کشتی‌ها وظیفهٔ بین‌المللی دارند که برای نجات کشتی‌های دیگری که دچار مشکل هستند، کمک معقول کنند، اما هیچ تعهدی برای تلاش برای نجات کشتی وجود ندارد. هرگونه پیشنهاد کمک نجات ممکن است رد شود. اما اگر پذیرفته شود، قراردادی به‌طور خودکار ایجاد می‌شود که طبق کنوانسیون ۱۹۸۹ به نجات‌دهنده موفق حق دریافت پاداش بدهد. به‌طور معمول، کشتی و نجات دهنده یک توافق‌نامه LOF را امضا می‌کنند تا شرایط نجات مشخص باشد. از سال ۲۰۰۰، الحاق یک بند SCOPIC («خدمات ویژه - باشگاه‌های P&I») به LOF استاندارد شده‌است تا محدودیت‌های مقررات «غرامت ویژه» کنوانسیون ۱۹۸۹ (طبق مورد ناکازاکی) را دور بزند.